# Juke Box Boy
A Juke Box Boy című dal az olasz italo disco csapat Baltimora 1986-ban megjelent kislemeze, mely csupán csak a Living in the Background album kanadai kiadását szerepel, így az Európai változatra nem került fel. A dal az 1993-as újra kiadáson mint bónusz dal szerepel. A dalhoz videóklipet is készítettek.
A promóciós videóklip sem hozta meg a dal számára a hírnevet, így csupán az olasz kislemezlistára jutott fel, ahol a 12. helyig sikerült jutnia.
A dal mixeit Münchenben, a Paradise Stúdióban készítették, míg a dal amerikai rádiós változata a New York-i Avatar Stúdióban készült. Korábbi nevén Powerstation Stúdió.

## Megjelenések
12"  Spanyolország EMI – 052-1187566
- A1	Juke Box Boy 5:50 Written-By – M. Bassi, N. Hackett
- B1	Pull The Wires 4:46 Written-By – M. Bassi, N. Hackett
- B2	Juke Box Boy (U.S.A. Radio Version) 3:50 Written-By – M. Bassi*, N. Hackett

## Slágerlista
| Slágerlista (1986)            | Legjobb helyezés |
| ----------------------------- | ---------------- |
| Belgium (VRT Top 30 Flanders) | 24               |
| Olaszország (FIMI)            | 12               |

## Külső hivatkozások
- Nézd meg a dal videóklipjét a YouTube-on[5]
- Dalszöveg[6]
- Információ az Allmusic.com oldalon[7]